# Стуруа, Георгий Фёдорович
Георгий Фёдорович Стуруа (груз. გიორგი თედორეს ძე სტურუა; 6 (18) июня 1884, с. Кулаши, Кутаисский уезд, Кутаисская губерния, Российская империя — 1 апреля 1956, Тбилиси, Грузинская ССР, СССР) — советский государственный и партийный деятель. Брат Ивана Стуруа.

## Биография
- 1917—1918: член Бакинского комитета РСДРП(б) — РКП(б). Выступал как делегат от Баку на Общекавказском партсъезде, проходившем нелегально в октябре 1917 года[1].
- Комиссар Бакинского фронта, затем по 1919 заместитель народного комиссара внутренних дел Терской Республики.
- 1919—1920: член Кавказского краевого комитета РКП(б).
- 1920: секретарь ЦК КП(б) Азербайджана.
- 1925—1927: ответственный секретарь Абхазского областного комитета КП(б) Грузии.
- 1929—1931: народный комиссар юстиции Грузинской ССР.
- 1931: народный комиссар юстиции ЗСФСР.
- 1934—1937: председатель Совета профсоюзов Грузинской ССР.
- 1938—1941: 1-й заместитель председателя СНК Грузинской ССР.
- 03.01.1942 — 26.03.1948: председатель Президиума Верховного Совета Грузинской ССР. После написания мемуаров «попал в опалу — ему поставили в упрек „тоску по троцкизму“», — утверждал его сын Мэлор[2][3]. По другой версии, отставку повлекло то обстоятельство, что на госдаче Г. Стуруа завели множество коров, которых кормили за казённый счет, молоко же продавали на городском рынке, доходы от чего шли Г. Стуруа[4].
- 1948—1953: член Бюро ЦК КП Грузии.
- 16.04.1953 — 06.10.1953: председатель Грузинского республиканского Совета профсоюзов.
- 1954—1956: директор Тбилисского филиала музея В. И. Ленина.

## Память
В честь Г. Ф. Стуруа названа улица в городе Дербент.